# Kotzschbar
Kotzschbar ist ein Ortsteil der sächsischen Stadt Zwenkau im Landkreis Leipzig.

## Lage
Der im Laufe der Zeit mit der Kernstadt verschmolzene Ortsteil liegt ca. 500 Meter südlich des Zwenkauer Marktes an der Pegauer Straße / Kotzschbarhöhe. Südlich grenzt die Gemarkung des seit 1929 ebenfalls zu Zwenkau gehörenden Ortes Imnitz an Kotzschbar.

## Geschichte
Kotzschbar entstand im Zuge der fortschreitenden slawischen Besiedlung in der fruchtbaren Leipziger Tieflandsbucht als Sackgassendorf mit Block- u. Streifenflur. Erstmals erwähnt wurde der Ort 1403 als Koschber. Der Name ist vermutlich vom slawischen kodsch (= Wald) und bar (= Berg, Höhe) abgeleitet, was auf die Lage der Siedlung auf einer bewaldeten Höhenzunge über der Elsteraue hindeutet.
1472 ist in Kotzschbar ein Vorwerk erwähnt, 1548 ein Rittergut. Diesem oblag auch die Grundherrschaft über das Dorf. Ab 1564 befand sich dieses viele Jahre im Besitz der im mitteldeutschen Raum weitverzweigten Adelsfamilie von Schlegel. Eng verbunden mit Kotzschbar war das Rittergut Imnitz, welches zeitweise als Beigut bezeichnet wurde, später jedoch Hauptsitz der Rittergutsherrschaft war. Im 19. Jahrhundert gehörten auch die Erbgerichte über Kotzschbar zum Rittergut Imnitz, während die Verwaltung und die Obergerichte dem Amt Pegau oblagen. 1856 wechselten diese zum Gerichtsamt Zwenkau. Im Zuge einer Verwaltungsreform in Sachsen kam Kotzschbar 1875 zur Amtshauptmannschaft Leipzig. Kirchlich war das Dorf ursprünglich nach Zwenkau eingepfarrt, ab 1562 gehörte es zur Kirche von Imnitz. In den 1920er Jahren kamen die Flächen des Rittergutes an das Bergbauunternehmen Aktiengesellschaft Sächsische Werke, die wenig später die östlich des Ortes gelegenen Teile davon für den Abbau von Braunkohle in Anspruch nahmen. 1929 wurde der Ort gemeinsam mit Imnitz nach Zwenkau eingemeindet.

## Bevölkerungsentwicklung
| Jahr    | Einwohner                                              |
| ------- | ------------------------------------------------------ |
| 1548/51 | 14 besessene Mann, 5 1/2 Hufen je 12 Acker             |
| 1764    | 8 besessene Mann, 15 Häusler, 11 5/6 Hufen je 12 Acker |
| 1834    | 315                                                    |
| 1871    | 616                                                    |
| 1890    | 920                                                    |
| 1910    | 1382                                                   |
| 1925    | 1352                                                   |